# Wat Arun

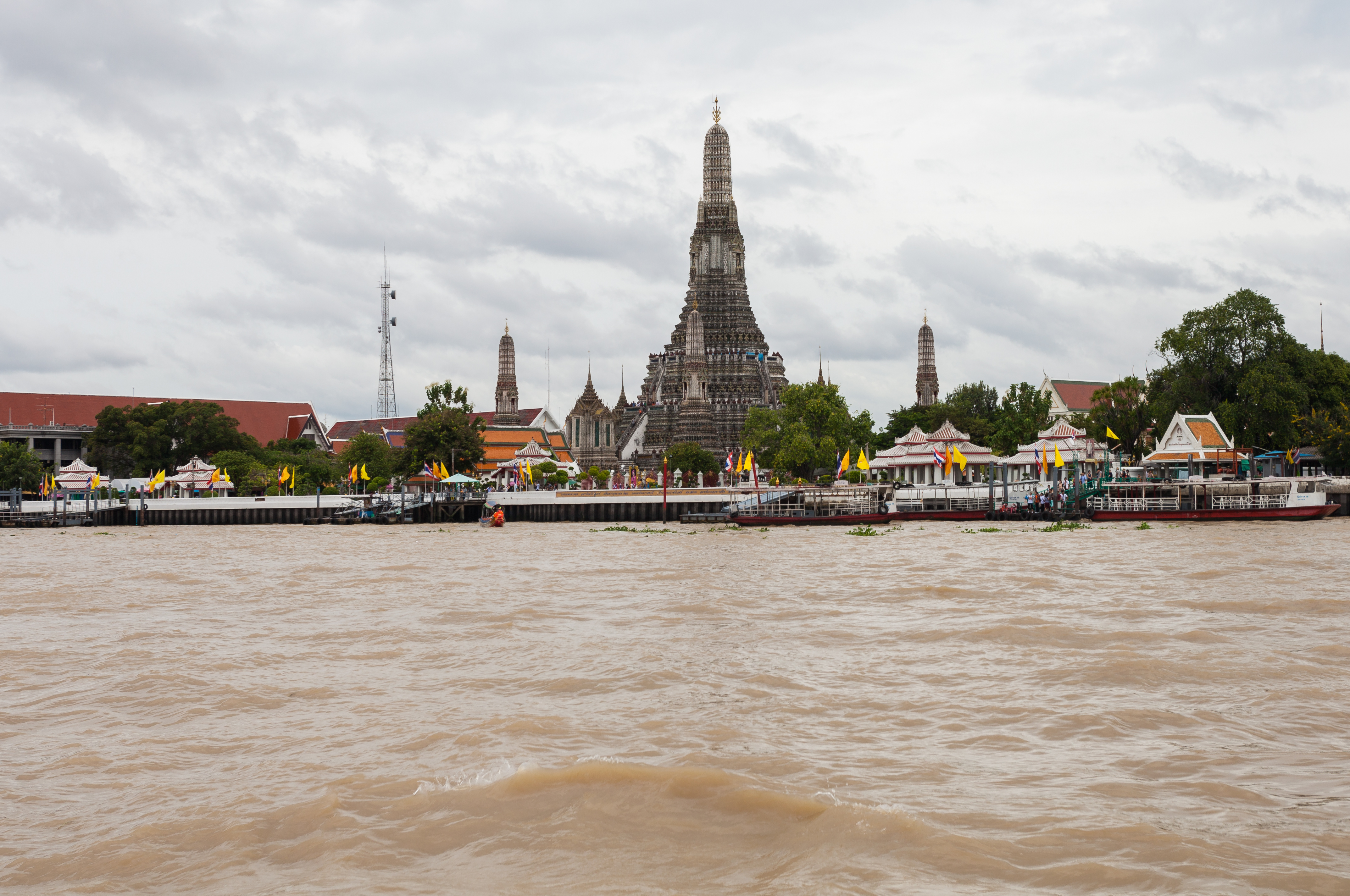
Wat Arun desde el río Chao Phraya.

Wat Arun (en tailandés: วัดอรุณ, Templo del amanecer) es un templo budista (wat) en Bangkok, Tailandia. El templo está localizado en el distrito de Bangkok Yai en la ribera occidental del río Chao Phraya. El nombre completo del templo es Wat Arunratchawararam Ratchaworamahavihara (วัดอรุณราชวรารามราชวรมหาวิหาร) y se lo conoce localmente como Wat Chaeng (วัดแจ้ง).

## Arquitectura
La característica más llamativa de Wat Arun es su prang central (su torre estilo jemer). Unos escalones bastante pronunciados llevan a las dos terrazas, siendo la altura de 77 metros. Las esquinas del templo están coronadas por otros cuatro prangs satélites más pequeños.
En la decoración del templo se usaron conchas marinas y de trozos de porcelana que habían servido anteriormente como lastre para los barcos que viajaban a Bangkok desde China. Alrededor de la base de las torres se localizan varias figuras chinas de soldados y animales. Por encima de la segunda terraza hay cuatro estatuas del dios Hindú Indra cabalgando sobre Erawan.
En la costa hay 6 pabellones de estilo chino, hechos con granito verde y que contienen puentes para desembarcar. Fueron construidos durante el reinado del rey Rama III.
Junto a las torres está la Sala de la Ordenación, dónde está ubicada la imagen del Buda Niramitr, supuestamente diseñada por el rey Rama II. La entrada principal tiene un techo con una figura coronándola, decorada con cerámica y estuco. Hay dos figuras de demonios, que representan a los guardianes del templo, en la parte principal.

## Historia del templo
El templo fue construido durante los días en que Ayutthaya era la antigua capital de Tailandia y se conocía originalmente como Wat Makok (Templo de la Oliva). En la época siguiente, siendo Thonburi la capital, el rey Taksin cambió su nombre a Wat Chaeng (Templo del Amanecer).
El rey Rama I llevó desde Laos a Wat Arun las esculturas Phra Bang y el Buda de Esmeralda, que en 1784 fue trasladado a Wat Phra Kaew (Templo del Buda de Esmeralda).
Posteriormente, el rey Rama II volvió a cambiar su nombre, llamándolo esta vez Wat Arunratchatharam, lo restauró y amplió el prang central. El trabajo fue terminado por el rey Rama III. El rey Rama IV fue quien le dio al templo su nombre actual, Wat Arunratchawararam.
En Wat Arun fue ordenado en 2005 el primer monje budista occidental que hubo en Tailandia, un estadounidense llamado Sean Patrick.

## Mitología
El prang central simboliza el monte Meru de la cosmología hindú. Los prang satélites están dedicados al dios del viento, Phra Phai. Los demonios del camino de entrada, son del Ramayana. La figura blanca se llama Sahassateja y la grande y verde es conocida como Tasakanth.

## Galería de imágenes

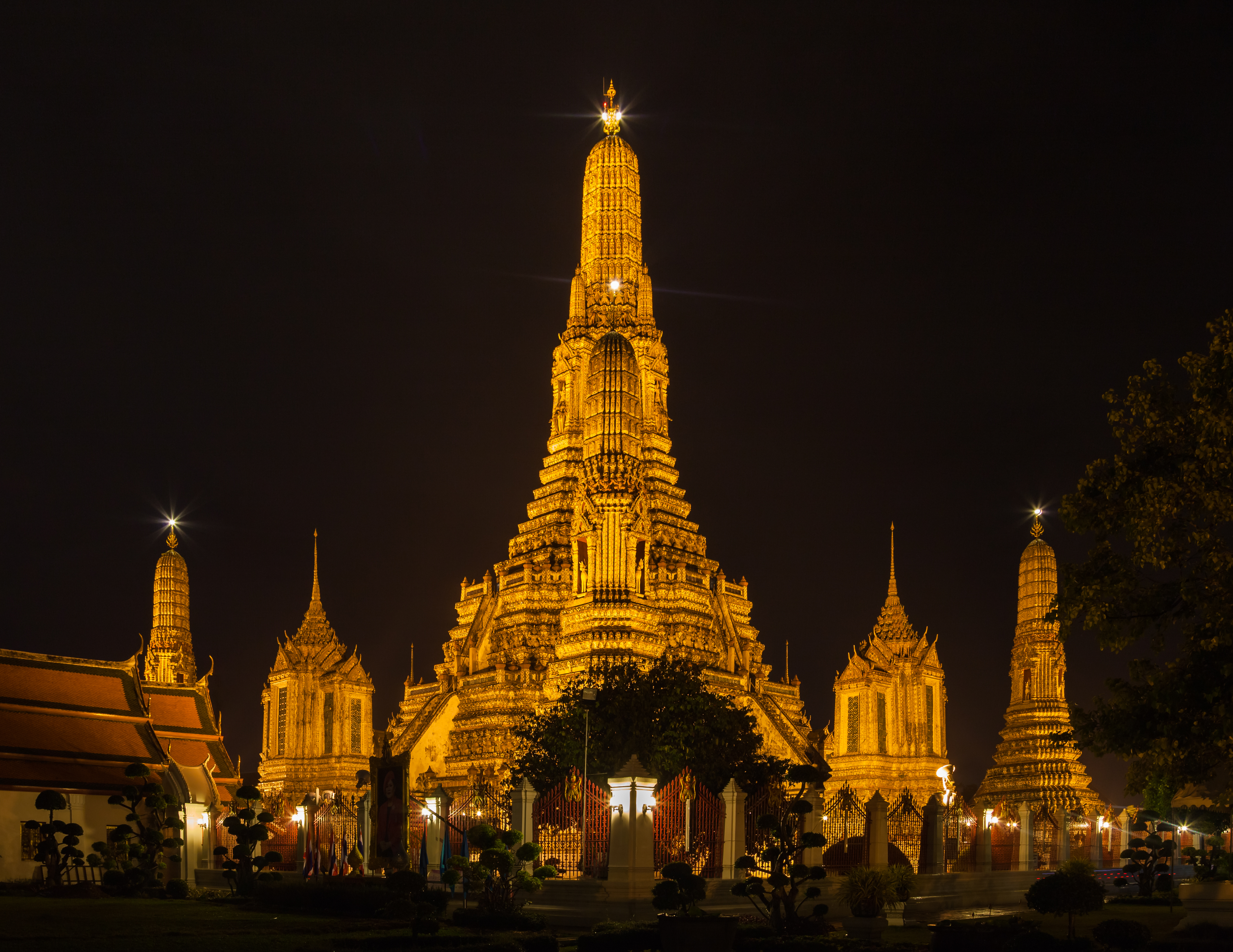
Wat Arun iluminado de noche.
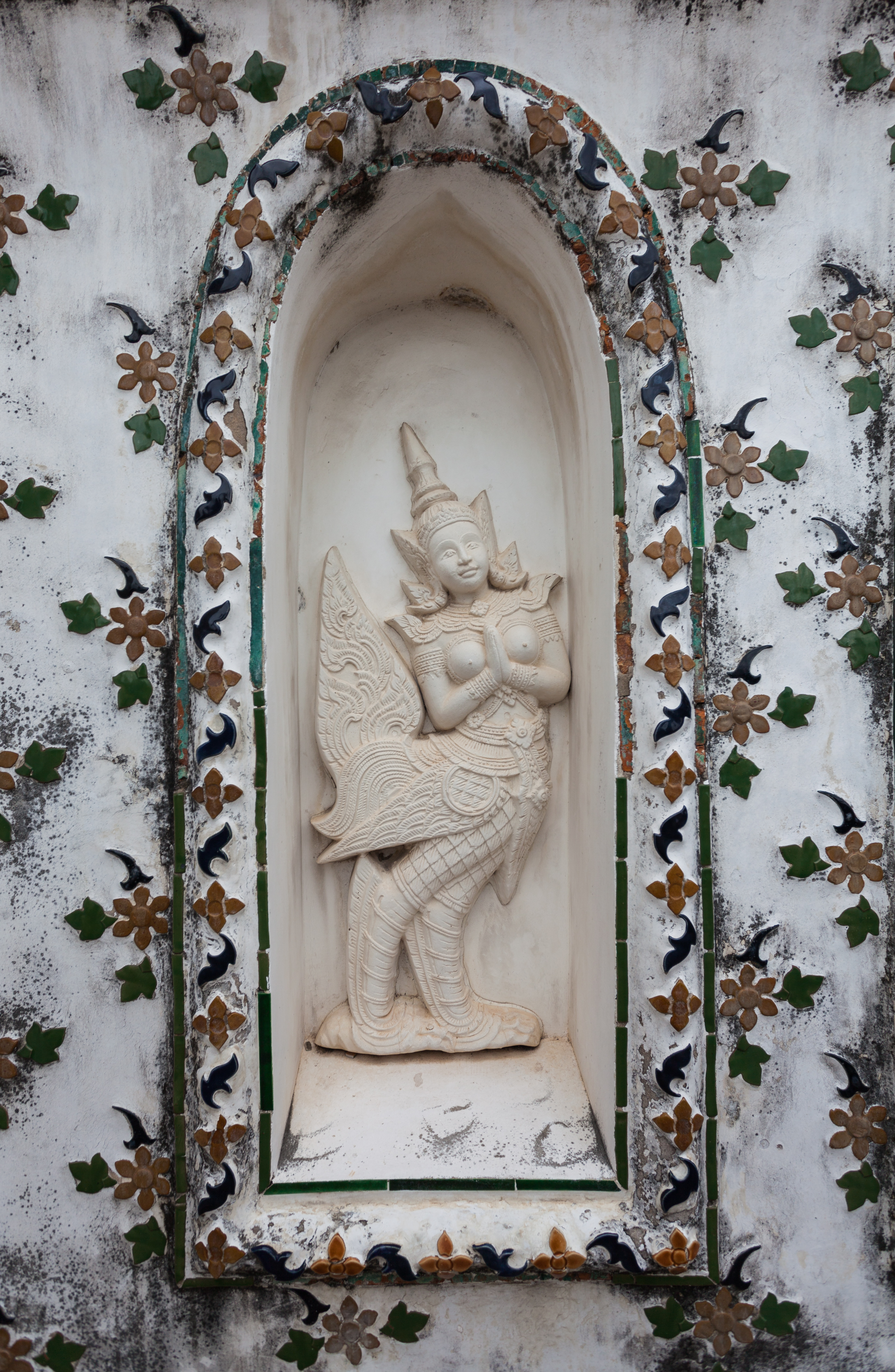
Detalle de una de las esculturas.
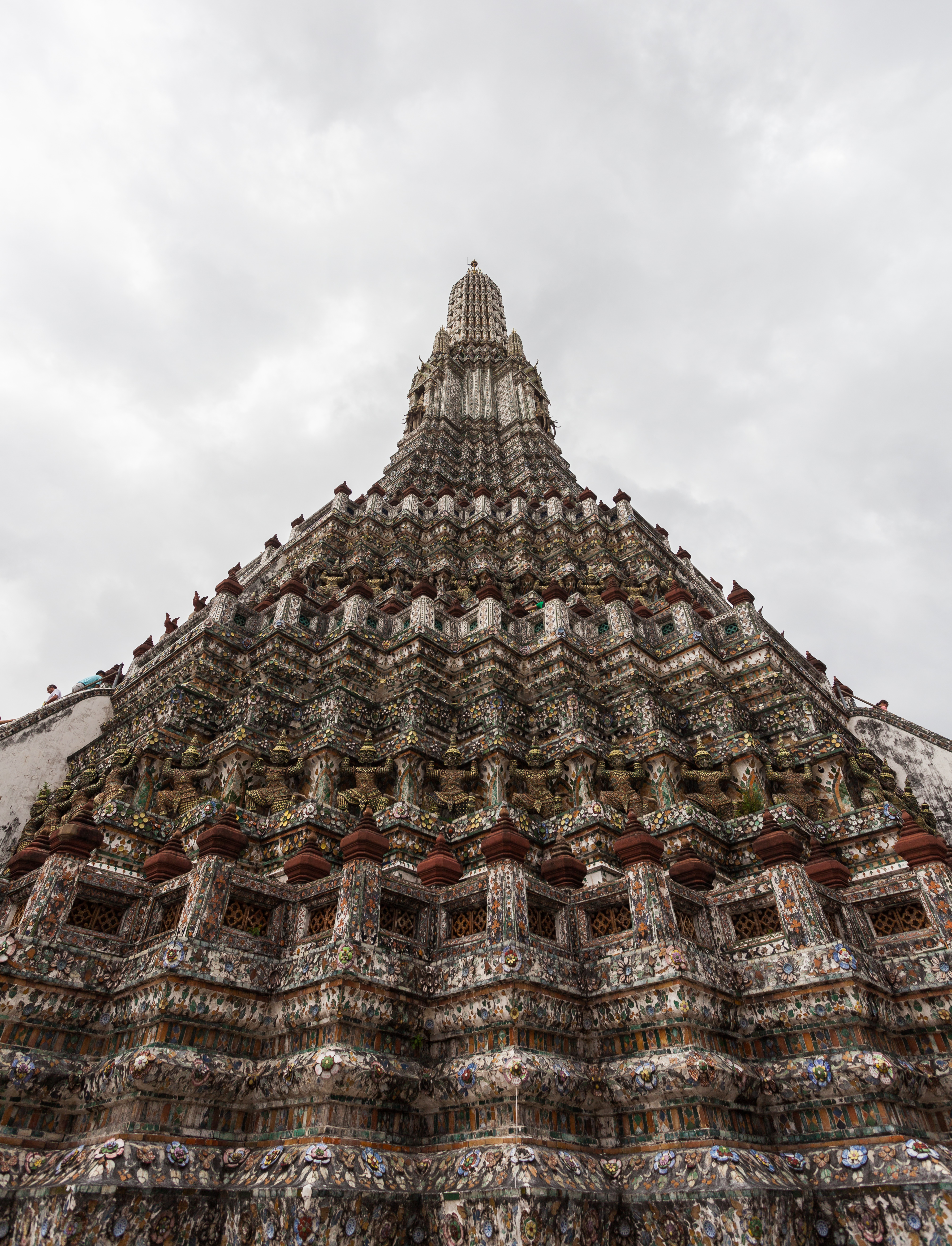
Prang central.
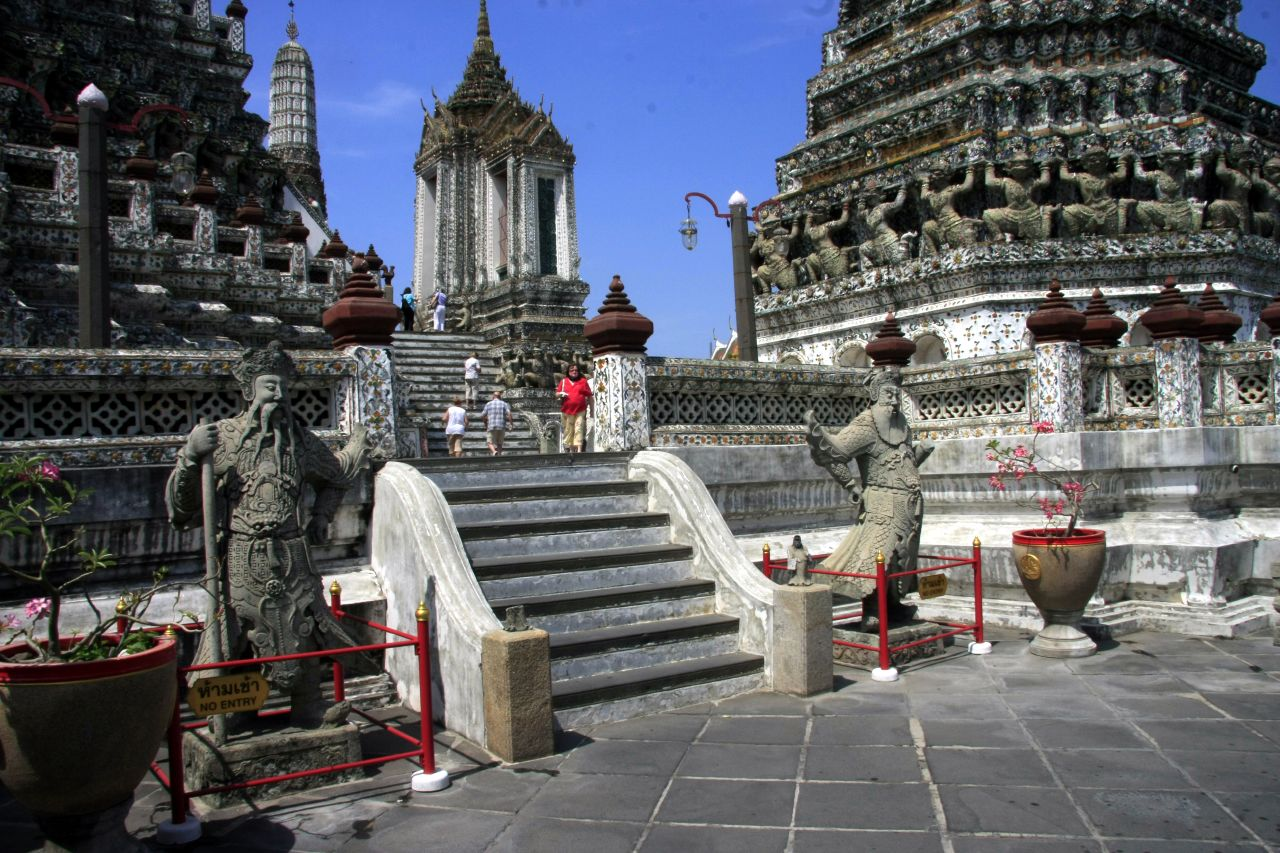
Acceso al prang central.
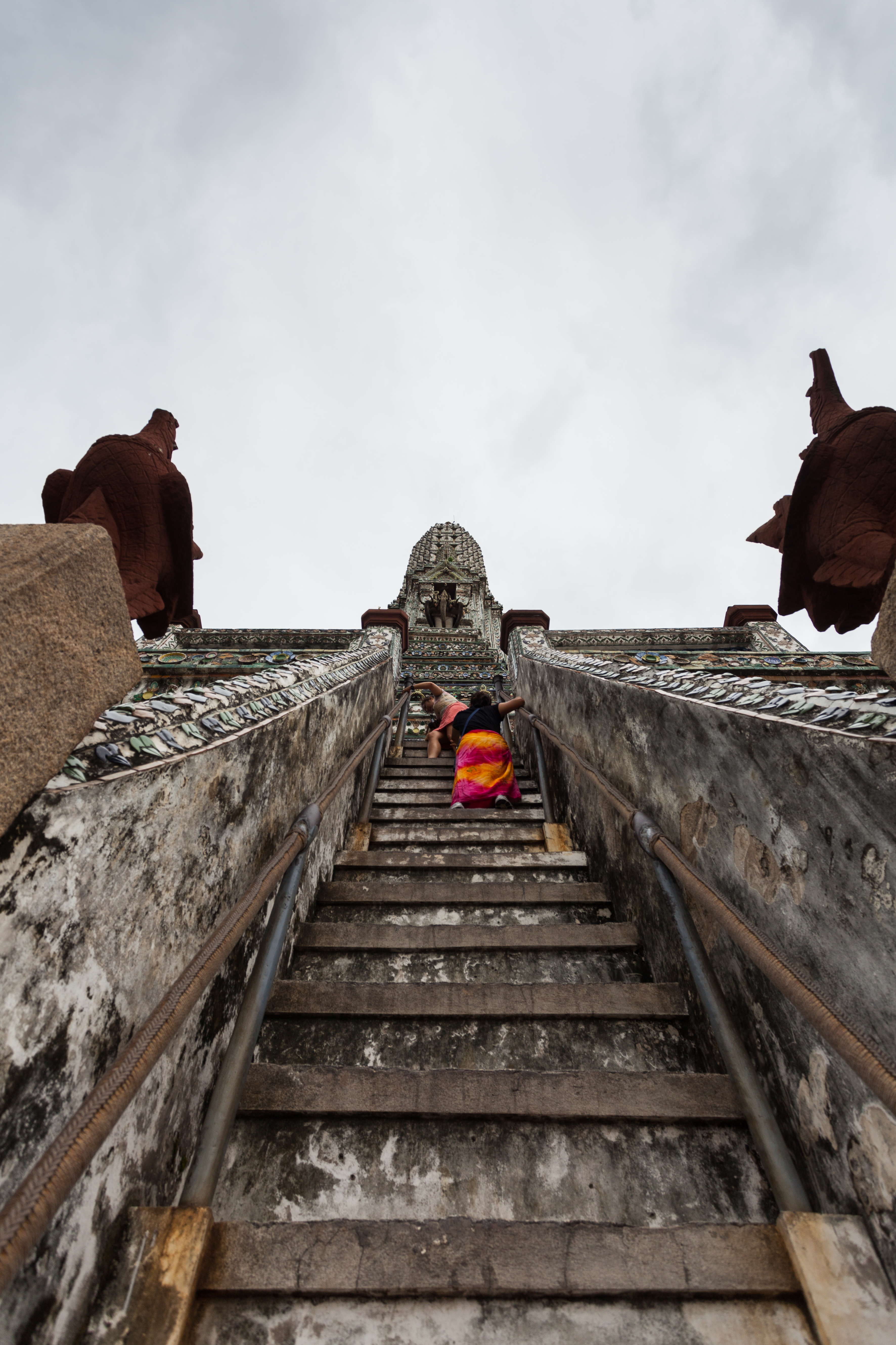
Vista de una de las escaleras.
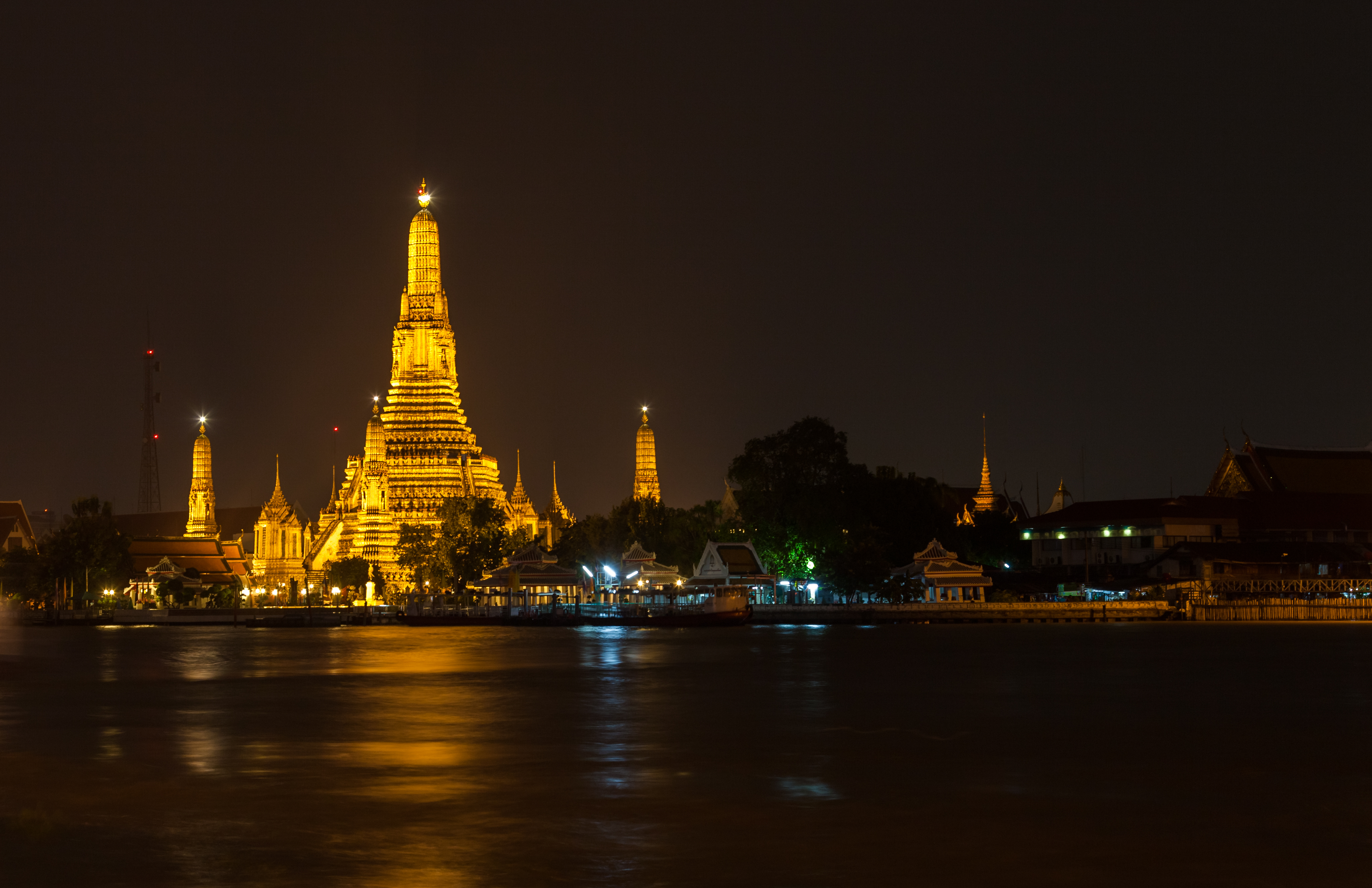
Vista nocturna desde el río Chao Phraya.
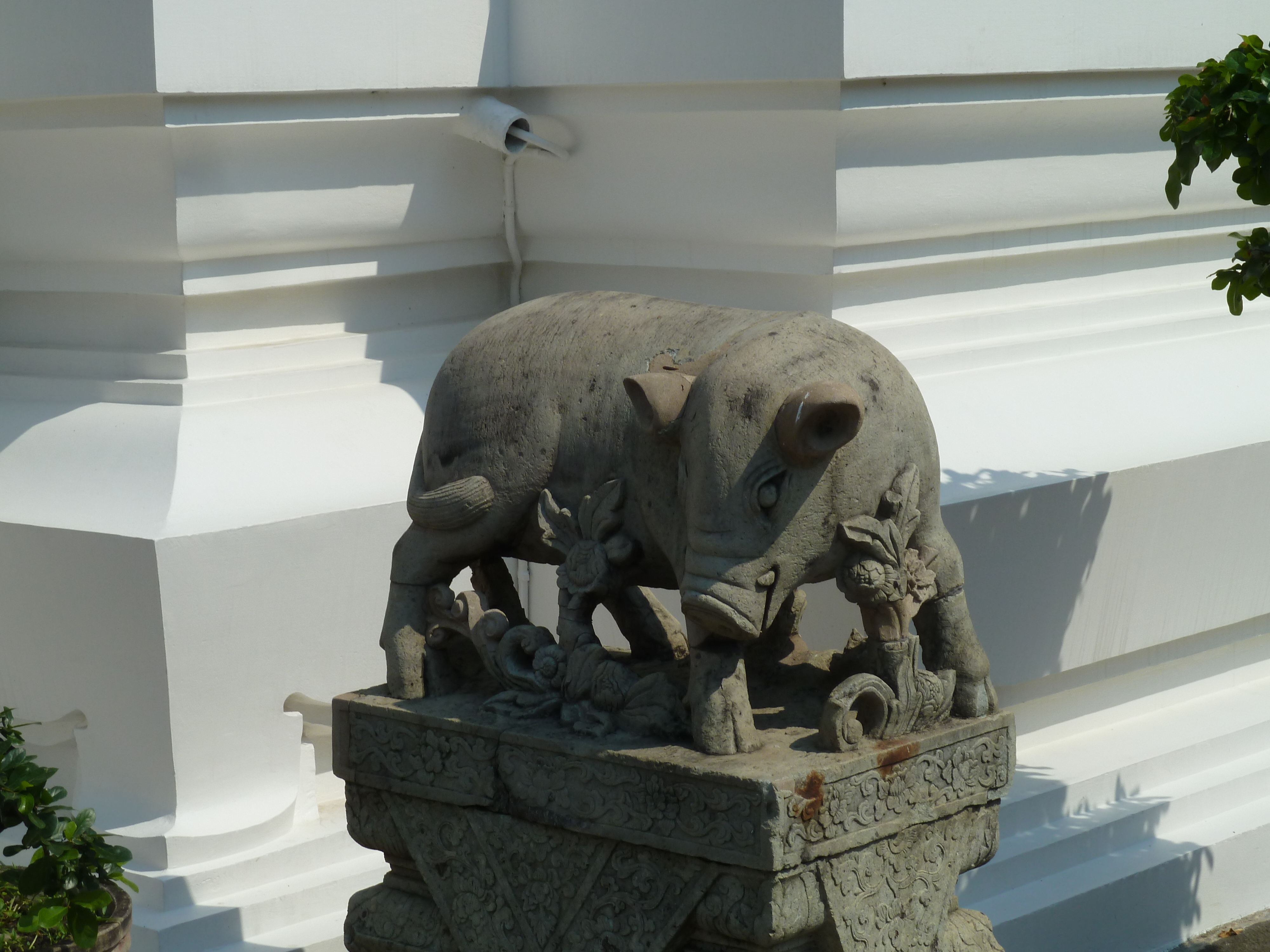
Detalle de una escultura.